# فریدا ریشارد

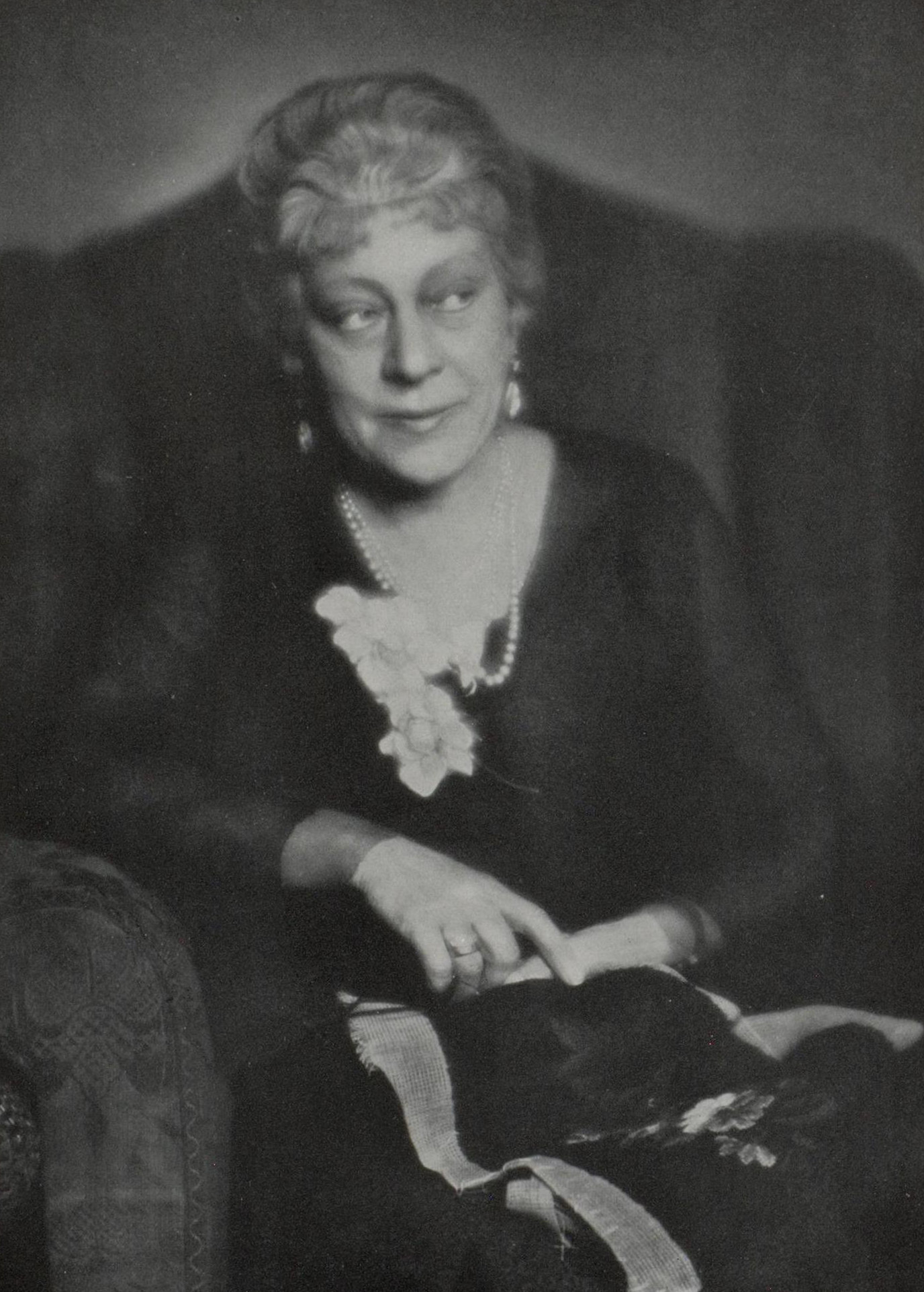
هنرپیشه اهل اتریش

فریدا ریشارد (انگلیسی: Frida Richard؛ ۱ نوامبر ۱۸۷۳ – ۱۲ سپتامبر ۱۹۴۶) یک هنرپیشه اهل اتریش بود.
از فیلم‌ها یا برنامه‌های تلویزیونی که وی در آن نقش داشته است می‌توان به رامبرانت، نیبه‌لونگ‌ها، شبح، فاوست، شب سال نو، شعله، تاجر ونیزی، دانوب آبی اشاره کرد.